# Mitterdorf an der Raab
Mitterdorf an der Raab ist eine Gemeinde mit 2140 Einwohnern (Stand 1. Jänner 2025) im Bezirk Weiz im österreichischen Bundesland Steiermark.

## Geografie

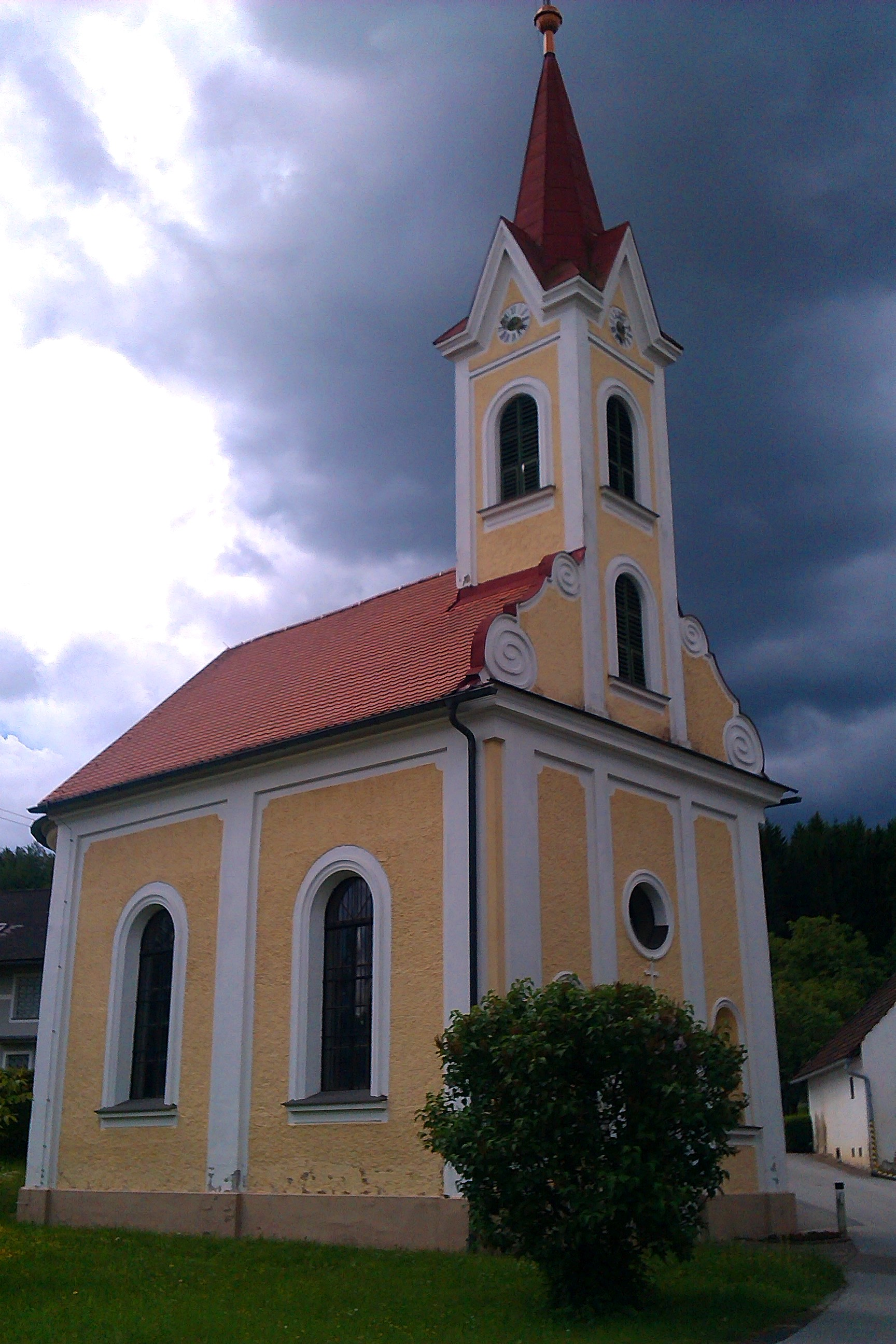
Ortskapelle in Mitterdorf an der Raab

Mitterdorf an der Raab liegt in der Oststeiermark und umfasst das Einzugsgebiet der Raab von der Engstelle zwischen Steinberg und Hohenkogl im Nordwesten bis knapp vor Sankt Ruprecht an der Raab. Dort liegt mit 480 Meter über dem Meer der tiefste Punkt der Gemeinde. Nach Südwesten und im Norden steigt das Land größtenteils bewaldet bis auf über 600 Meter steil an. Die Gemeinde umfasst eine Fläche von 21 Quadratkilometer. Davon ist mehr als die Hälfte landwirtschaftliche Nutzfläche, fast vierzig Prozent sind bewaldet.

### Gemeindegliederung
Das Gemeindegebiet umfasst folgende sieben Ortschaften (in Klammern Einwohnerzahl Stand 1. Jänner 2025):
- Dörfl an der Raab (358)
- Hohenkogl (330)
- Mitterdorf an der Raab (210)
- Oberdorf (164)
- Obergreith (184)
- Pichl an der Raab (442)
- Untergreith (452)

Die Gemeinde besteht aus den Katastralgemeinden Dörfl, Hohenkogl, Mitterdorf, Oberdorf bei Stadl, Obergreith, Pichl und Untergreith.

### Nachbargemeinden
|                          | Mortantsch                                  | Weiz                       |
| Kumberg (GU)             | Kompassrose, die auf Nachbargemeinden zeigt |                            |
| Eggersdorf bei Graz (GU) |                                             | Sankt Ruprecht an der Raab |

## Geschichte
Die Ritter von Stadl errichteten südlich des heutigen Stadl eine Wasserburg, die 1265 erstmals genannt wird. Sie waren Dienstmänner der Wildoner und Stubenberger und vergrößerten zwischen 1512 und 1522 ihre Güter durch Zukäufe. Um 1540 bauten sie den mit einem Turm versehenen Hof zu einem Herrschaftssitz aus. Der zum Freiherrn ernannte Hans und Christof von Stadl gab 1580 dem Schloss seine heutige Gestalt. Im 17. Jahrhundert kam es zu Erbstreitigkeiten, das Schloss begann zu verfallen und wurde wegen Steuerrückständen unter Zwangsverwaltung gestellt. Zu Ende des 18. Jahrhunderts kaufte der frühere Pächter Johann Ernst Fröhlich das Anwesen. In der Folge wechselten die Besitzer mehrfach, bis das Gut 1966 von Hans Kinsky gekauft wurde. Er restaurierte das Schloss und bewohnt es seither mit seiner Familie.

### Bevölkerungsentwicklung

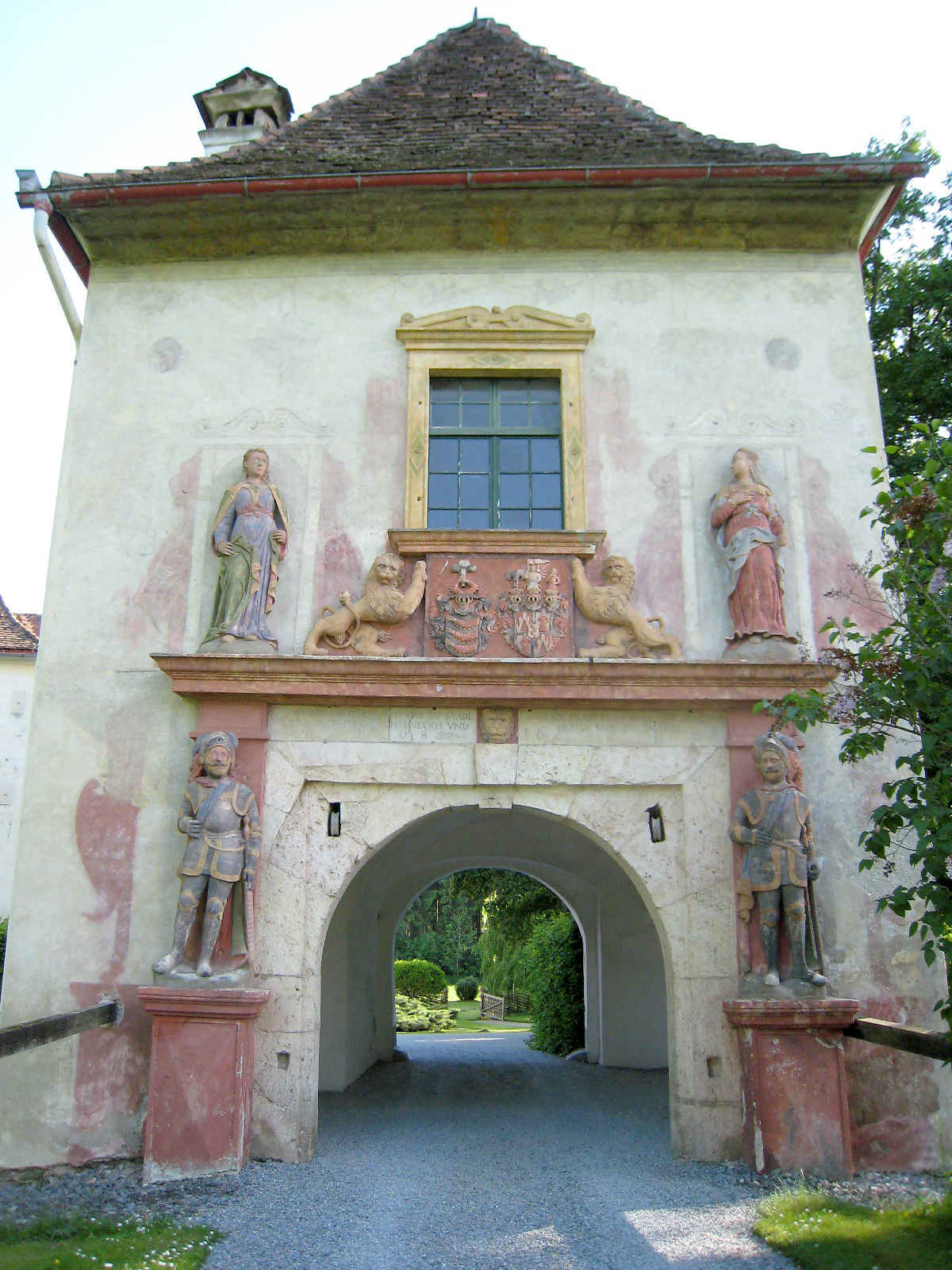
Schloss Stadl an der Raab

| Mitterdorf an der Raab: Einwohnerzahlen von 1869 bis 2024 | Mitterdorf an der Raab: Einwohnerzahlen von 1869 bis 2024 | Mitterdorf an der Raab: Einwohnerzahlen von 1869 bis 2024 | Mitterdorf an der Raab: Einwohnerzahlen von 1869 bis 2024 | Mitterdorf an der Raab: Einwohnerzahlen von 1869 bis 2024 |
| --------------------------------------------------------- | --------------------------------------------------------- | --------------------------------------------------------- | --------------------------------------------------------- | --------------------------------------------------------- |
| Jahr                                                      |                                                           |                                                           |                                                           | Einwohner                                                 |
| 1869                                                      | 1869                                                      |                                                           | 1.476                                                     | 1.476                                                     |
| 1880                                                      | 1880                                                      |                                                           | 1.501                                                     | 1.501                                                     |
| 1890                                                      | 1890                                                      |                                                           | 1.549                                                     | 1.549                                                     |
| 1900                                                      | 1900                                                      |                                                           | 1.446                                                     | 1.446                                                     |
| 1910                                                      | 1910                                                      |                                                           | 1.594                                                     | 1.594                                                     |
| 1923                                                      | 1923                                                      |                                                           | 1.550                                                     | 1.550                                                     |
| 1934                                                      | 1934                                                      |                                                           | 1.559                                                     | 1.559                                                     |
| 1939                                                      | 1939                                                      |                                                           | 1.483                                                     | 1.483                                                     |
| 1951                                                      | 1951                                                      |                                                           | 1.597                                                     | 1.597                                                     |
| 1961                                                      | 1961                                                      |                                                           | 1.485                                                     | 1.485                                                     |
| 1971                                                      | 1971                                                      |                                                           | 1.574                                                     | 1.574                                                     |
| 1981                                                      | 1981                                                      |                                                           | 1.672                                                     | 1.672                                                     |
| 1991                                                      | 1991                                                      |                                                           | 1.825                                                     | 1.825                                                     |
| 2001                                                      | 2001                                                      |                                                           | 2.002                                                     | 2.002                                                     |
| 2011                                                      | 2011                                                      |                                                           | 2.078                                                     | 2.078                                                     |
| 2021                                                      | 2021                                                      |                                                           | 2.132                                                     | 2.132                                                     |
| 2024                                                      | 2024                                                      |                                                           | 2.137                                                     | 2.137                                                     |
| Quelle(n): Statistik Austria, Gebietsstand 1. Jänner 2021 |                                                           |                                                           |                                                           |                                                           |

## Kultur und Sehenswürdigkeiten

### Ortskapelle Zur Kreuzerhöhung
Am 6. August 1905 zerstörte ein großes Unwetter die dort stehende gemauerte Kreuzsäule. Drei Tage danach fanden Schulkinder den fast unbeschädigten Heiland. Weil man sich zu dieser Zeit zu verschiedenen Anlässen vor diesem besagten Kreuz versammelt hatte, berieten sich die Dorfbewohner und entschieden eine Kapelle zu bauen. Da jedoch die Gemeinde und die Pfarre gegen den Kapellenbau entschieden haben, gründeten die Bürger einen Kapellenbauverein, der von Franz Kober geleitet wurde und der auch persönlich für das Vermögen des Vereins haftete. Am 1. Oktober 1907 wurde die Kapelle und somit auch die Bronzeglocke vom Dechant Franz Cerstwy geweiht. Die zweite Glocke folgte im Jahr 1926. Beide Glocken blieben bis heute erhalten und wurden 1998 durch ein automatisches Läutewerk verbessert.

## Wirtschaft und Infrastruktur

### Wirtschaftssektoren
Von den 132 landwirtschaftlichen Betrieben des Jahres 2010 waren 44 Haupterwerbsbauern, 85 Nebenerwerbsbauern und drei wurden von Personengemeinschaften geführt Im Produktionssektor arbeiteten 21 Erwerbstätige in der Bauwirtschaft, 16 im Bereich Herstellung von Waren und zwei in der Wasserver- und Abfallentsorgung. Die wichtigsten Arbeitgeber des Dienstleistungssektors waren die Bereiche soziale und öffentliche Dienste (66), freiberufliche Dienstleistungen (32) und der Handel (27 Mitarbeiter).
| Wirtschaftssektor            | Anzahl Betriebe | Anzahl Betriebe | Erwerbstätige | Erwerbstätige |
| Wirtschaftssektor            | 2011            | 2001            | 2011          | 2001          |
| ---------------------------- | --------------- | --------------- | ------------- | ------------- |
| Land- und Forstwirtschaft 1) | 132             | 175             | 88            | 97            |
| Produktion                   | 15              | 5               | 39            | 23            |
| Dienstleistung               | 73              | 36              | 146           | 82            |

1) Betriebe mit Fläche in den Jahren 2010 und 1999
| Im Jahr 2011 lebten 1085 Erwerbstätige in Mitterdorf an der Raab. Davon arbeiteten 176 in der Gemeinde, mehr als achtzig Prozent pendelten aus. Die wichtigste Straßenverbindung ist die Weizer Straße B72, die Mitterdorf an der Raab mit Weiz im Norden und Graz im Südwesten verbindet. | Die zur Anzeige dieser Grafik verwendete Erweiterung wurde dauerhaft deaktiviert. Wir arbeiten aktuell daran, diese und weitere betroffene Grafiken auf ein neues Format umzustellen. (Mehr dazu) |

## Politik

### Bürgermeister
Bürgermeister ist Thomas Derler (* 1983, ÖVP). Derler trat am 24. Juli 2020 sein Amt als Nachfolger von Franz Kreimer an, der 6 Jahre Bürgermeister war.
Dem Gemeindevorstand gehören weiters der Vizebürgermeister Stefan Gschweitl (ÖVP) und der Gemeindekassierin Edith Schlemmer (SPÖ) an.

### Gemeinderat
Der Gemeinderat besteht aus 15 Mitgliedern. Nach dem Ergebnis der Gemeinderatswahl 2025 setzt sich dieser wie folgt zusammen:
- 9 Mandate ÖVP
- 6 Mandate SPÖ

| Partei             | 2025             | 2025             | 2025             | 2020             | 2020             | 2020             | 2015             | 2015             | 2015             | 2010             | 2010             | 2010             | 2005             | 2005             | 2005             | 2000             | 2000             | 2000             |
| Partei             | Stimmen          | %                | Mandate          | Sti.             | %                | M.               | Sti.             | %                | M.               | Sti.             | %                | M.               | Sti.             | %                | M.               | Sti.             | %                | M.               |
| ------------------ | ---------------- | ---------------- | ---------------- | ---------------- | ---------------- | ---------------- | ---------------- | ---------------- | ---------------- | ---------------- | ---------------- | ---------------- | ---------------- | ---------------- | ---------------- | ---------------- | ---------------- | ---------------- |
| ÖVP                | 818              | 58,30            | 9                | 570              | 44,36            | 7                | 651              | 47               | 8                | 786              | 60               | 9                | 772              | 62               | 9                | 715              | 63               | 10               |
| SPÖ                | 505              | 35,99            | 6                | 590              | 45,91            | 7                | 642              | 47               | 7                | 526              | 40               | 6                | 478              | 38               | 6                | 262              | 23               | 03               |
| Wir für Mitterdorf | nicht kandidiert | nicht kandidiert | nicht kandidiert | nicht kandidiert | nicht kandidiert | nicht kandidiert | 081              | 06               | 0                | nicht kandidiert | nicht kandidiert | nicht kandidiert | nicht kandidiert | nicht kandidiert | nicht kandidiert | nicht kandidiert | nicht kandidiert | nicht kandidiert |
| FPÖ                | nicht kandidiert | nicht kandidiert | nicht kandidiert | 33               | 2,57             | 0                | nicht kandidiert | nicht kandidiert | nicht kandidiert | nicht kandidiert | nicht kandidiert | nicht kandidiert | nicht kandidiert | nicht kandidiert | nicht kandidiert | 154              | 14               | 02               |
| Die Grünen         | 80               | 5,7              | 0                | 92               | 7,16             | 1                |                  |                  |                  |                  |                  |                  |                  |                  |                  |                  |                  |                  |
| Wahlberechtigte    | 1.778            | 1.778            | 1.778            | 1.732            | 1.732            | 1.732            | 1.738            | 1.738            | 1.738            | 1.701            | 1.701            | 1.701            | 1.627            | 1.627            | 1.627            | 1.483            | 1.483            | 1.483            |
| Wahlbeteiligung    | 80,71 %          | 80,71 %          | 80,71 %          | 75 %             | 75 %             | 75 %             | 80 %             | 80 %             | 80 %             | 78 %             | 78 %             | 78 %             | 78 %             | 78 %             | 78 %             | 77 %             | 77 %             | 77 %             |

### Wappen
Die Verleihung des Gemeindewappens erfolgte mit Wirkung vom 1. November 1998.
Wappenbeschreibung: In Grün ein silberner Balken von Kleeblattschnitten, darin ein bekleideter rechter roter Arm, der Ärmel mit sieben roten Knöpfen besetzt und am Rand silbern geziert.
Heinrich Purkarthofer vom Steiermärkischen Landesarchiv hatte entschieden, dass es günstig wäre auf das Wappen des Freiherrn von Stadl zurückzugreifen, da das Schloss Stadl 1770 bei Errichtung der Werbbezirke viele staatliche Aufgaben zu erfüllen hatte, die heute hauptsächlich die Bezirkshauptmannschaft und das Bezirksgericht erfüllt.

### Partnergemeinde
Die Partnerschaft zur italienischen Gemeinde Revine Lago beruht auf einem Schüler-Austauschprogramm, das 1995 begann.

## Persönlichkeiten

### Mit der Gemeinde verbundene Persönlichkeiten
- Hans Kinsky (1937–2004), Politiker (ÖVP) sowie Land- und Forstwirt